# Südpazifikwirbel

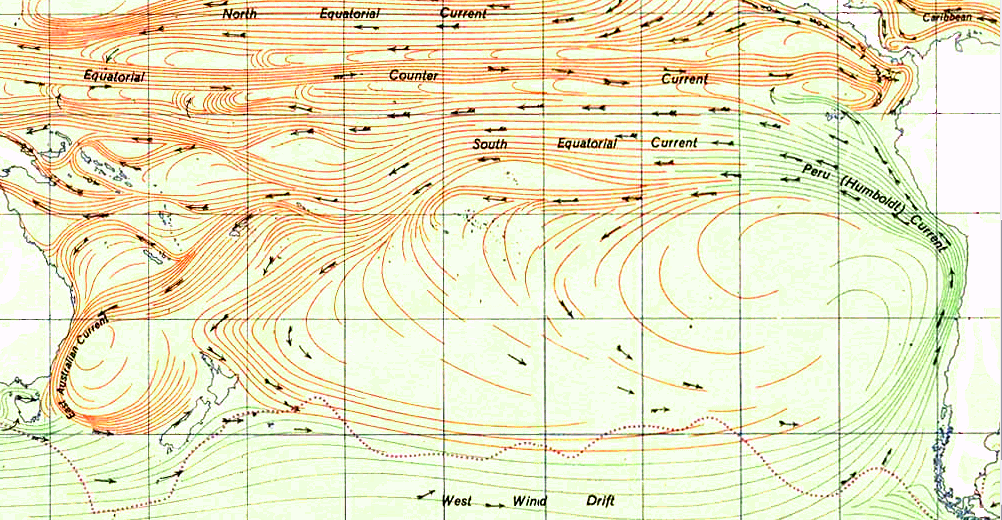
Der Südpazifikwirbel und seine Strömungen.

Der Südpazifikwirbel (engl. South Pacific Gyre, SPG) ist ein großflächiges ozeanisches Strömungssystem im subtropischen Südpazifik. Er ist der größte der fünf großen subtropischen Meereswirbel der Weltmeere und erstreckt sich über eine Fläche von etwa 37 Millionen Quadratkilometern. – macht damit 10 % der Fläche des Weltozeans aus. Im Zentrum des Südpazifikwirbels befindet sich Point Nemo, auch genannt: der ozeanische Pol der Unzugänglichkeit, der Ort auf der Erde, der am weitesten von allen Kontinenten entfernt ist. Seine Größe und seine Isoliertheit machen den Südpazifikwirbel zu einer einzigartigen marinen Region – sowohl ozeanographisch als auch ökologisch.

## Geographische Ausdehnung und physikalische Struktur
Der SPG erstreckt sich über ein riesiges, nahezu kreisförmiges Gebiet im südlichen Pazifischen Ozean, im Süden begrenzt durch die ostwärts fließende Strömung des Antarktischen Zirkumpolarstroms, die südamerikanische Küste im Osten, den Äquator im Norden und Australien sowie Neuseeland im Westen. Seine Hauptströmung, der Südpazifische Strom (South Pacific Current), fließt in östlicher Richtung und verbindet den westlichen Randstrom, den Ostaustralstrom mit dem östlichen, dem Perustrom/Humboldtstrom. Der SPG ist er durch eine langsame, gegen den Uhrzeigersinn rotierende Zirkulation charakterisiert, die von Passat- und Westwinden angetrieben wird.

## Charakteristika und Dynamik
Der SPG ist geprägt durch eine extrem schwache Windscherung und sehr geringe Nährstoffkonzentrationen in den oberen Wasserschichten. Dies resultiert in den klarsten und biologisch am wenigsten produktiven Gewässern der Welt. Deshalb und wegen der großen Entfernung zu Landmassen wird der Südpazifikwirbel oft als die größte „ozeanische Wüste“ bezeichnet. Die Zirkulationsstärke des Wirbels unterliegt natürlichen, multidekadischen Schwankungen, die eng mit dem Southern Annular Mode (SAM), auch bekannt als Antarktische Oszillation (AAO), gekoppelt sind. Eine positive SAM-Phase verstärkt tendenziell die Wirbelzirkulation. Langzeitbeobachtungen zeigen zudem eine signifikante multidekadische Veränderung der Zirkulation und Wassertemperaturen im SPG, die auf anthropogene Klimaerwärmung zurückgeführt wird. Diese natürlichen Schwankungen beeinflussen das Strömungssystem sowohl in Tiefe als auch Ausdehnung, was wiederum Rückwirkungen auf Wärmeverteilung, Salinität und den marinen Stoffkreislauf hat.
Die Zirkulation des Südpazifikwirbels hat sich in den letzten Jahrzehnten verändert, mit einer Verlangsamung der meridionalen Umwälzzirkulation und einem Anstieg des Salzgehalts im oberen Wirbel. Untersuchungen zum Salzgehalt belegen komplexe vertikale Umwälzprozesse („Salt Sinking“) innerhalb des Wirbels.

## Einzigartiges Ökosystem
Trotz der extremen Nährstoffarmut beherbergt der SPG ein spezialisiertes und aktives mikrobielles Leben:
- Im pelagischen Bereich (der Wassersäule) dominieren heterotrophe Bakterien und Archaeen die Stickstofffixierung, ein entscheidender Prozess zur Bereitstellung von bioverfügbarem Stickstoff in diesem nährstofflimitierten System.[10] Überraschenderweise wurden lokal auch ungewöhnlich hohe Abundanzen des stickstofffixierenden Cyanobakteriums Crocosphaera in 50 m Tiefe gefunden, eines einzelligen diazotrophen Cyanobakteriums, was auf eine Anpassung an die klaren Gewässer und die damit verbundene tiefere UV-Licht-Penetration hindeutet.[11] Diese Organismen spielen eine zentrale Rolle für die Primärproduktion in einer Umgebung, die ansonsten kaum Leben erlaubt.[1]
- Im benthischen Bereich (am Meeresboden) dringt Sauerstoff aufgrund der extrem geringen Sedimentationsraten von organischem Material ungewöhnlich tief (bis zu 8 Metern unter dem Meeresboden) in die Sedimente ein, was sie zu den sauerstoffreichsten Tiefseesedimenten der Erde macht.[12] Auch hier existiert eine sehr geringe, aber hochspezialisierte mikrobielle Gemeinschaft, die sich an die extremen Bedingungen angepasst hat und hauptsächlich von eingewehter organischer Substanz lebt.[7][1] Diese mikrobielle Lebensgemeinschaft im Untergrund ist zwar sehr klein, aber wissenschaftlich bedeutsam.[1]
- Eine weitere Besonderheit ist die Anreicherung von gelöstem organischem Kohlenstoff (engl. dissolved organic carbon, DOC) im zentralen SPG. Molekulare Analysen zeigen, dass dieser DOC hauptsächlich aus schwer abbaubaren, mikrobiell umgewandelten Verbindungen besteht, die sich im oligotrophen Kern des Wirbels ansammeln, was auf einen sehr langsamen biologischen Abbau hindeutet.[13] Zudem ist die biologische Stickstofffixierung hier erstaunlicherweise nicht durch Cyanobakterien, sondern primär durch heterotrophe Organismen dominiert.[10] Die Akkumulation von gelöstem organischem Kohlenstoff (DOC) ist Gegenstand weiterer Forschung, um die molekulare Zusammensetzung und Persistenz dieser Kohlenstoffpools zu verstehen.[13]

## Anthropogene Belastung: Müllakkumulation
Aufgrund seiner großräumigen, konvergierenden Oberflächenströmungen wirkt der SPG wie ein riesiger Strudel für schwimmenden Meeresmüll. Plastikteile sammeln sich im Zentrum des Wirbels an, wo sie sich langsam zersetzen. Dies führt zu einer der höchsten Konzentrationen von Mikroplastik in den Weltmeeren. Besonders drastisch sichtbar wird diese Akkumulation auf entlegenen Inseln am Rande des Wirbels, wie der unbewohnten Henderson Island, die von Plastikmüll geradezu überschwemmt wird und eine der höchsten dokumentierten Mülldichten aufweist.

## Forschung
Aufgrund seiner Abgelegenheit und seiner enormen Größe von 37 Millionen Quadratkilometern (zum Vergleich: die USA umfassen weniger als 10 Millionen km²) – ist er auch eine der am wenigsten erforschten Regionen unseres Planeten. Trotz seiner Abgelegenheit deuten sowohl Satelliten- als auch Vor-Ort-Messungen darauf hin, dass die in den Gewässern des Südpazifikwirbels (SPG) lebenden Mikroorganismen erheblich zu globalen biogeochemischen Kreisläufen beitragen.
Einen wichtigen Schritt taten 2019 Bremer Wissenschaftler des Max-Planck-Instituts für marine Mikrobiologie während einer sechswöchigen Forschungsfahrt auf dem deutschen Forschungsschiff FS Sonne. Sie nahmen Hunderte von Proben entlang einer 7000 Kilometer langen Route durch den Südpazifikwirbel von Chile nach Neuseeland und beprobten die mikrobielle Gemeinschaft an 15 Stationen in Wassertiefen von 20 bis über 5000 Metern, also von der Oberfläche bis hinunter zum Meeresboden, um herauszufinden, welche Mikroben in dieser „Ozeanwüste“ leben und aktiv sind.
Die Erforschung des SPG liefert nicht also nur grundlegende Erkenntnisse über das Leben unter Extrembedingungen und biogeochemische Kreisläufe im Ozean, sondern auch über die großräumigen Auswirkungen des Klimawandels und der globalen Umweltverschmutzung.